# パラチャーチ
パラチャーチ、（Parachurch organization）とは、クリスチャンが、主の働きにおいて超教派で協力し、世に対する福音伝道と社会責任の使命を果たしていくことである。
古典的な神学用語でパラチャーチはソダリティであり、モダリティではない。ラルフ・ウィンターは、地域教会をモダリティ、パラチャーチをソダリティとし、地域教会とパラチャーチの協力関係を「神が立てられた購いのための二つの構造」としている。

## 組織
パラチャーチの組織は主の働きのための重要な役割を担っていると主張するが、教会ではないので、地域教会に代わることはできないとも言っている。
パラチャーチ組織は以下を含む。
- 福音派の協力機関 （世界福音同盟、日本福音同盟）
- 伝道団体 （ビリー・グラハム伝道協会）
- 福音伝道と弟子訓練 （ユース・ウィズ・ア・ミッション、キャンパス・クルセード・フォー・クライスト、国際ナビゲーター）